# TidalCycles
TidalCycles (també conegut com a "Tidal") és un entorn de codificació en viu dissenyat per a la improvisació musical i la composició. En particular, és un llenguatge específic de domini incrustat a Haskell, centrat en la generació i manipulació de patrons sonors o visuals. Va ser dissenyat originalment per a música basada en quadrícules polirítmiques molt percussives, però ara utilitza una representació reactiva flexible i funcional per als patrons, utilitzant el temps racional. Per tant, Tidal es pot aplicar a una àmplia gamma d’estils musicals, tot i que el seu enfocament cíclic del temps significa que permet l’ús en estils repetitius com Algorave.
Tidal no produeix so en si, sinó a través de l'entorn de so SuperCollider a través del marc SuperDirt o mitjançant MIDI o Open Sound Control.